# Frente Nacionalista do México
Frente Nacionalista do México (em espanhol: Frente Nacionalista de México) é um movimento mexicano de extrema direita. Anteriormente, o grupo tinha os nomes Organização pela Vontade Nacional (Organización por la Voluntad Nacional) e Frente Nacional Mexicanista.
A FNM não se inscreveu no Instituto Nacional Eleitoral para as eleições, pelo que não pode nomear candidatos para as eleições presidenciais ou legislativas.

## Origem
A organização foi formada em 2006. Em 2012, o partido passou a se chamar Frente Nacionalista de México.

## Ideologia
O chefe do grupo, Juan Carlos López Lee, reconheceu que a ideologia do grupo inclui elementos do fascismo e do nacional-socialismo, mas nega que a própria organização seja fascista.

Somos nacionalistas, não fascistas, embora subscrevamos as correntes que são herdeiras do fascismo, o nacional-socialismo.
Desde a sua criação, o grupo tem-se centrado na rejeição do Tratado de Guadalupe Hidalgo e no que os seus membros consideram a "ocupação americana" dos territórios que antes pertenciam ao México, promovendo também a reincorporação da América Central ao país. A FNM alega que, em questões de imigração, as modernas repúblicas centro-americanas foram fundadas por "proprietários de terras egoístas" e desde então se separaram do México, e que a livre circulação de pessoas entre elas deve ser o resultado de uma união política.
Na questão ambiental, a FNM quer abandonar e rejeitar a utilização de alguns ou de todos os combustíveis fósseis e desregulamentar a utilização de combustíveis renováveis. Também incentiva investimentos privados em causas ambientais e defende leis ambientais mais rigorosas.
A FNM busca uma reforma abrangente do sistema judicial mexicano e da segurança pública, neste caso o partido quer o restabelecimento da pena de morte que foi abolida em 2005 durante o governo de Vicente Fox para perseguir pedófilos, assassinos em série, sequestradores, torturadores e traficantes de drogas. traficantes, entre outros. Propõem também a transformação de prisões e penitenciárias em centros de trabalho.
Da mesma forma, o grupo exige maiores direitos para os trabalhadores mexicanos e exige a saída do país da Aliança para a Segurança e Prosperidade da América do Norte, da Organização Mundial do Comércio, do Tratado Norte-Americano de Livre-Comércio e do Banco Mundial.

## Atividades políticas
Nos últimos anos, o grupo ganhou notoriedade por homenagear Maximiliano I do México e conservadores proeminentes do século XIX, como Miguel Miramón e Tomás Mejía.
Os membros também realizaram protestos em várias cidades mexicanas para protestar contra caravanas de migrantes da América Central para o seu país. Em 2016, um porta-voz da Frente Nacionalista apelou ao governo mexicano para parar de emitir documentos de trânsito para migrantes haitianos devido a preocupações com direitos humanos e segurança.